# Ройсе Деппе
Ройсе Деппе (англ. Royce Deppe; нар. 11 серпня 1965) — колишній південноафриканський тенісист.
Найвищу одиночну позицію світового рейтингу — 224 місце досяг 16 липня 1990, парну — 75 місце — 23 листопада 1992 року.
Здобув 1 парний титул.
Найвищим досягненням на турнірах Великого шолома був чвертьфінал в парному розряді.

## Фінали за кар'єру

### Парний розряд (1–2)
| Результат | Ранг | Дата     | Турнір            | Покриття | Партнер       | Суперники                       | Рахунок       |
| --------- | ---- | -------- | ----------------- | -------- | ------------- | ------------------------------- | ------------- |
| Поразка   | 1.   | Чер 1992 | Флоренція, Італія | Ґрунт    | Брент Гейгарт | Марсело Філіппіні Луїс Маттар   | 4–6, 7–6, 4–6 |
| Перемога  | 1.   | Лип 1992 | Ньюпорт, США      | Трава    | Давід Рікл    | Пол Еннекон Девід Вітон         | 6–4, 6–4      |
| Поразка   | 2.   | Жов 1993 | Афіни, Греція     | Ґрунт    | Джон Салліван | Орасіо де ла Пенья Хорхе Лосано | 6–3, 1–6, 2–6 |